# Коравелі (Грама Ніладхарі)
Грама Ніладхарі Коравелі (№ 209B) — Грама Ніладхарі підрозділу ОС Південний Коралай-Патту, округ Баттікалоа, Східна провінція, Шрі-Ланка.